# Pedro Santana (kommun)
Pedro Santana är en kommun i Dominikanska republiken.   Den ligger i provinsen Elías Piña, i den västra delen av landet, 180 km väster om huvudstaden Santo Domingo. Antalet invånare i kommunen är cirka 7 300.